# Marpesia poeyi
Marpesia poeyi is een vlinder uit de familie van de Nymphalidae. De wetenschappelijke naam van de soort is voor het eerst geldig gepubliceerd in 1856 door Lucas.